# Frente Popular para a Libertação da Palestina
A Frente Popular para a Libertação da Palestina (em árabe: الجبهة الشعبية لتحرير فلسطين, translit. al-jabhah al-sha`biyyah li-tahrīr filastīn; em inglês:  Popular Front for the Liberation of Palestine, PFLP) ou FPLP é uma organização política e militar palestiniana de orientação marxista-leninista fundada em 1967. Outrora uma importante organização, a Frente Popular para a Libertação da Palestina perdeu importância nos anos 90, tendo ressurgido durante a Segunda Intifada, iniciada em Setembro de 2000. A União Europeia e os Estados Unidos classificam a organização de terrorista. 
A organização foi fundada a 11 de Dezembro de 1967 por George Habash, um médico palestiniano de família de cristã ortodoxa como uma organização socialista-revolucionária de resistência à ocupação da Cisjordânia por Israel, após a Guerra dos Seis Dias. Durante seu auge, era considerado o segundo maior movimento militante palestino.
A FPLP considera atualmente ilegais tanto o governo liderado pela Fatah na Cisjordânia como o governo do Hamas na Faixa de Gaza porque não se realizam eleições para a Autoridade Nacional Palestiniana desde 2006. A FPLP tem geralmente adoptado uma linha dura em relação às aspirações nacionais palestinianas, opondo-se à posição mais moderada da Fatah, e também opõe-se à posição Hamas de criar um estado islâmico na Palestina, ainda que frequentemente coopere com o Hamas contra Israel.
Opõe-se também à existência de Israel como Estado judeu e defende a substituição de Israel por um estado secular palestino. Promove, portanto, a solução de Estado único para o conflito israelo-palestiniano, mediante o estabelecimento de um "Estado árabe democrático na Palestina, onde os direitos culturais e religiosos das comunidades não árabes, incluindo a comunidade judia, seriam preservados."  
A FPLP tem seu próprio braço armado, conhecido como as Brigadas de Abu Ali Mustafa (em árabe: كتائب أبو علي مصطفى, translit. Katāʾib Abū ʿAlī Muṣṭafā), conhecidas até 2001 como a Brigada da Águia Vermelha, que participa da luta armada contra o Estado de Israel desde 1967. A FPLP é bem conhecida por ser pioneira no sequestro armado de aeronaves no final da década de 1960 e início da década de 1970. Um dos episódios mais emblemáticos foi o sequestro do voo 139 Air France, onde a FPLP levou o voo para Uganda, e subsequentemente Israel organizou uma operação de resgate complexa e bem-sucedida, conhecida como a Operação Entebbe. A FPLP e a Brigada Abu Ali Mustafa recebem apoio militar e financeiro do Irã, e a organização se declara-se aliadas do Irã, da Síria e do Eixo da Resistência.

## Formação e primeiras acções

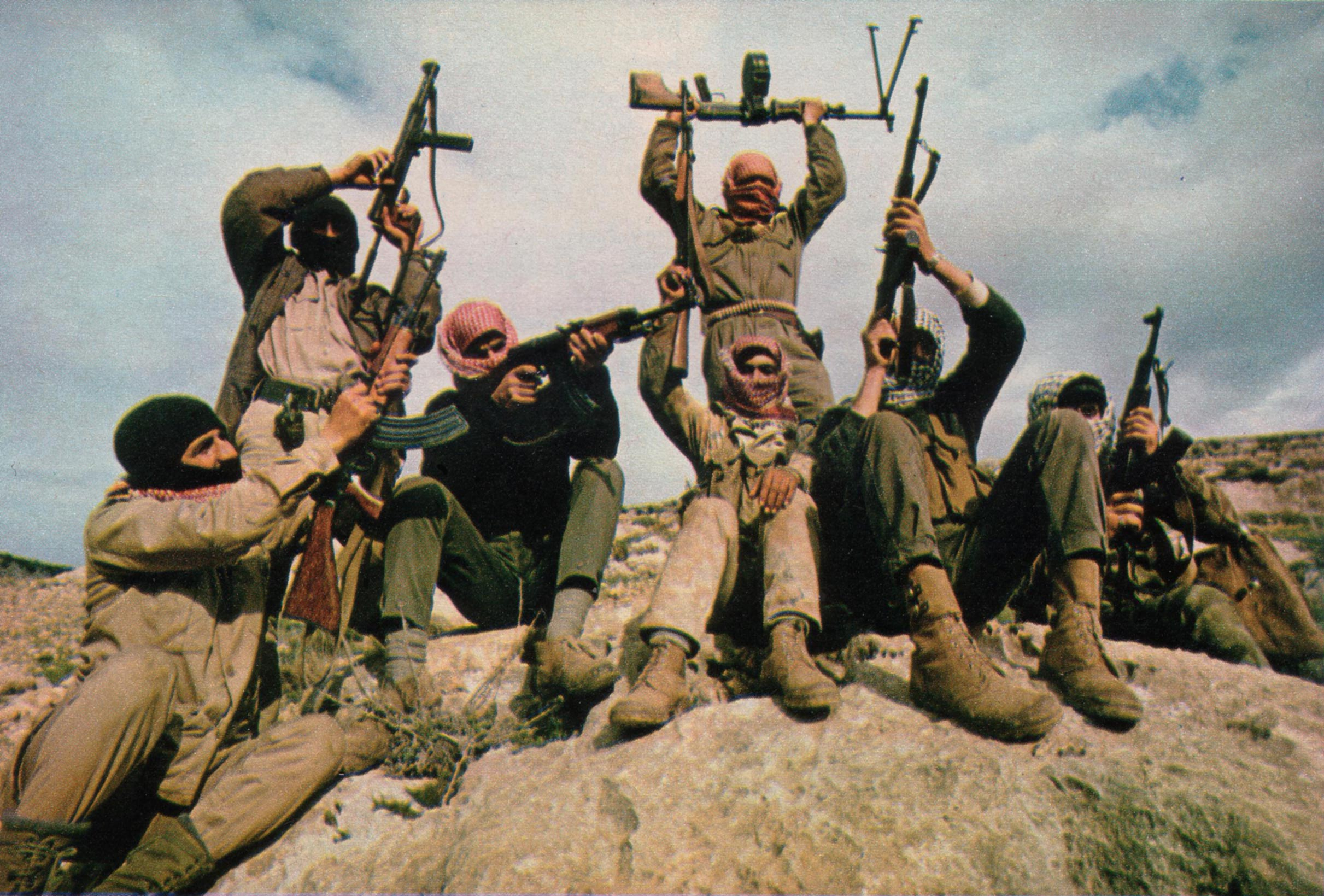
Guerrilheiros da PFLP na Cisjordânia em 1969

A organização foi fundada a 11 de Dezembro de 1967 por George Habash, um médico palestiniano de família de cristã ortodoxa. Em 1948, Habash, de 19 anos, um estudante de medicina, foi para sua cidade natal, Lida, durante a Guerra Árabe-Israelense de 1948, para ajudar sua família. Enquanto ele estava lá, as Forças de Defesa de Israel atacaram a cidade e, como resultado, a maior parte da população civil foi forçada a sair no que ficou conhecido como a Marcha da Morte de Lida, que levou à morte de sua irmã. Marcharam durante três dias sem comida nem água até chegarem às linhas de frente dos exércitos árabes. Habash terminou sua educação médica no Líbano, na Universidade Americana de Beirute, graduando-se em 1951.
Em 1967 Habash fundou a Frente Popular para a Libertação da Palestina como uma organização de resistência à ocupação da Cisjordânia por Israel, após a Guerra dos Seis Dias. Sua ideologia combinava elementos leninistas e antissionistas, considerando o estado de Israel como a presença do imperialismo do Ocidente no Médio Oriente. Opunha-se igualmente às monarquias conservadoras árabes.
A sua primeira acção ocorreu a 22 de Julho 1968, com a captura de um avião da companhia área israelita El Al que fazia um viagem de Roma para Tel Aviv.
No mesmo ano a organização uniu-se à Organização para a Libertação da Palestina (OLP), principal organização do movimento nacionalista palestiniano, liderada por Yasser Arafat, que na época admitia o uso da violência para alcançar objectivos políticos. A FPLP tornou-se a segunda maior facção da OLP, após a Fatah de Arafat. Em 1970 a organização desviou três aviões com passageiros, que levou para a Jordânia, onde a OLP se encontrava instalada. Após retirarem todos os passageiros dos aviões, os membros do grupo explodiram-nos. Em resposta a este acto, o então rei, Hussein da Jordânia, ordenou a expulsão da OLP do seu país.
O acto mais mediático do grupo ocorreu no dia 27 de Junho de 1976, quando membros de uma dissidência do grupo - a Frente Popular para a Libertação da Palestina – Operações Externas (FPLP-OE), liderada por Wadi Haddad -, juntamente com integrantes da rede alemã Células Revolucionárias (Revolutionäre Zellen)  procederam ao desvio de um voo da Air France, que partira de Tel Aviv com destino a Paris e escala em Atenas, fazendo mais de cem reféns. O avião foi levado para Entebbe, Uganda. Os sequestradores exigiam a libertação de cinquenta a três militantes detidos em Israel e em outros quatro países. A 4 de julho, um comando do Sayeret Matkal, unidade da inteligência das Forças de Segurança de Israel especializada na luta antiterrorista, conseguiu libertar os passageiros em menos de uma hora, na chamada Operação Entebbe. Vinte soldados de Uganda e todos os sete sequestradores foram mortos.

## Grupos dissidentes
As primeiras cisões no grupo ocorreram em 1968 quando Ahmed Jibril separou-se do grupo para formar a Frente Popular para a Libertação da Palestina - Comando Geral, com base em alegações de que a FPLP estava produzindo intelectuais impotentes e não estava a fazer nenhum progresso significativo em termos de luta armada para libertar a Palestina.
Em 1969 nasceria a Frente Democrática para a Libertação da Palestina, liderada por Nayef Hawatmeh, de tendência maoista. Hawatmeh se separou da FPLP devido sua percepção que a a FPLP era muito focado em questões militares e queria fazer do FDLP uma organização mais popular e ideologicamente focada.

## Declínio
A decadência da União Soviética no final da década de 1980 teria consequências negativas para a organização, já que representou a perda de um importante apoio. Ao mesmo tempo, a ascensão do Hamas faria com que o grupo perdesse adeptos e simpatizantes nos Territórios Ocupados.
Em 1993, a FPLP opôs-se aos Acordos de Oslo, assinados entre a OLP e Israel, tendo boicotado as eleições para a Autoridade Nacional Palestiniana, organizadas em 1996. Contudo, o grupo aceitou a formação do governo palestiniano, no qual procurou integrar-se.
Em 2000 Abu Ali Mustafa substituiu George Habash como líder do grupo. Mustafa seria assassinado por Israel num ataque ao seu escritório em Ramallah a 27 de Agosto de 2001. Ahmed Sadat passaria a ser o novo líder, mas dado que este foi detido pela Autoridade Palestiniana, sob pressão de Israel e dos Estados Unidos por alegado envolvimento no assassinato de um ministro israelita, o grupo passaria a ser liderado por Ahmed Jibril, antigo líder da Frente Popular para a Libertação da Palestina - Comando Geral.

## A Segunda Intifada
A primeira acção cometida pelo grupo após o começo da Segunda Intifada (ou Intifada de Al-Aqsa) foi a morte de um civil israelita, Meir Lixenberg, morto enquanto viajava de carro pela Cisjordânia. Segundo a organização o acto foi realizado em retaliação pelo assassinato de Abu Ali Mustafa.
A 17 de Outubro de 2001, membros do grupo assassinaram a tiro o ministro do turismo de Israel, Rehavam Zeevi, num hotel de Jerusalém, alegando novamente que a morte foi uma forma de retaliação pela morte de palestinianos.
A organização reivindicou também um ataque suicida numa pizzaria em Karnei Shomron a 16 de Fevereiro de 2002, acto do qual resultou a morte de três civis israelitas, bem como um atentado suicida num mercado de Netanya a 19 de Maio de 2002, que provocou também três mortes de civis israelitas. 
Em 2006 a organização participou nas eleições legislativas palestinianas como "Lista Abu Ali Mustafa", tendo alcançado 4,2% dos votos, o que se traduziu em três lugares no Conselho Legislativo Palestiniano. A sua melhor votação foi alcançada em Belém (9,4%).